# Son Hwa-Yeon
Son Hwa-Yeon (손화연) född 15 mars 1997 i Gwangju, är en sydkoreansk fotbollsspelare som spelar för AIK i Damallsvenskan.

## Karriär
Son Hwa-Yeon har under stora delar av sin karriär spelat i Sydkorea. Som junior blev det spel i tre olika lag med koppling till de skolor som hon studerade på, där studierna på Korea University var det som avslutade junioråren. 
Inför säsongen 2021 så avslutades studierna och seniorkarriären inleddes i den sydkoreanska förstaligan och laget Changnyeong WFC. Det blev totalt tre säsonger i klubben innan karriären fortsatte i den mer meriterade klubben Incheon Hyundai Steel Red Angels WFC där Son Hwa-Yeon under tiden i klubben också blev sydkoreansk mästare. Sommaren 2024 gick karriären för första gången vidare utanför Sydkorea. Denna gång till Sverige och AIK som var på jakt efter förstärkning under pågående återkomst till Damallsvenskan.  
I landslagssammanhang har Son Hwa-Yeon en hel del erfarenhet från de sydkoreanska ungdomslandslagen, men även från A-landslaget där hon spelat 56 matcher och gjort 12 mål.